# بارون دي هولباخ
اسمه الحقيقي بول هينري ثيري، بارون دي هولباخ (بالألمانية: Paul-Henri Thiry, Baron d'Holbach) هو كاتب وفيلسوف وموسوعي فرنسي ألماني ولد في سنة 1723 في قرية إيدشايم بالقرب من بلدة لانداو في إقليم بالاتينات، إلّا أنه عاش وعمل في باريس. يعرف عن هولباخ كونه أحد أهم رواد عصر التنوير الفرنسي، وقد عرف بتواجده في الصالونات الأدبية، وبإلحاده، حيث كانت له كتابات غزيرة ضد الدين، ومن أشهرها مؤلفه «نظام الطبيعة». توفي هولباخ في يوم 21 يناير عام 1789 في نفس السنة التي اندلعت فيها الثورة الفرنسية، وقد كان كارل ماركس واحد من المتأثرين بأفكاره.

## السيرة الذاتية

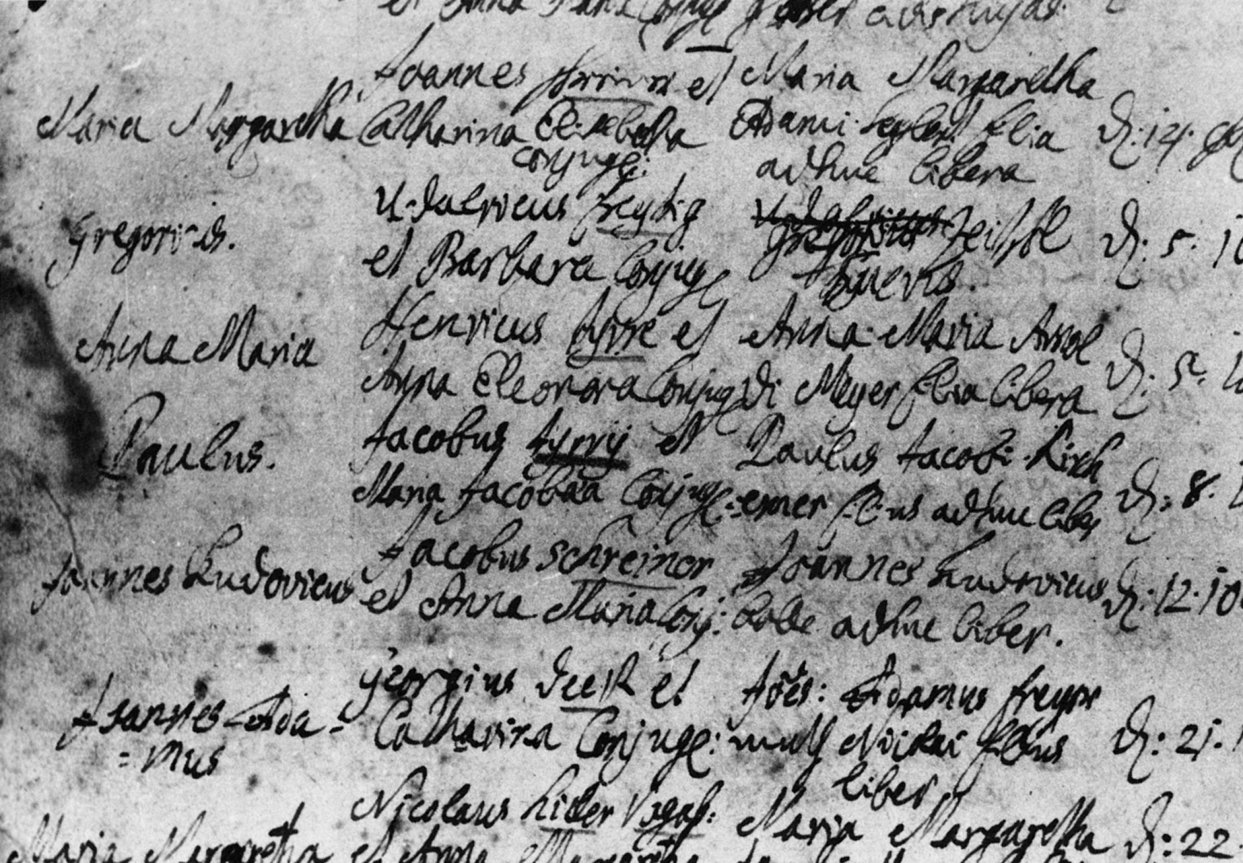
جزء من شهادة معموديته

تختلف المصادر بخصوص تواريخ ولادته ووفاته. تاريخ ميلاده الدقيق غير معروف على الرغم من أن السجلات تُظهر أنه قد تم تعميده في 8 كانون الأول عام 1723.[بحاجة لمصدر] تذكرُ بعض الوثائق الخاطئة أنه توفي في شهر حزيران عام 1789.
كانت والدة دي هولباخ تدعى كاثرين ياكوبينا (1684 - 1743) وهي ابنة يوهانس ياكوبس هولباخ (الذي توفي عام 1723) وهو جابي ضرائب للأمير الأسقف لأبرشية شباير الرومانية الكاثوليكية. أمَّا والده يوهان ياكوب ديتريش فكان يعمل في مجال صناعة النبيذ.
لم يكتب دي هولباخ شيئا عن طفولته ولكن من المعروف أنه نشأ في باريس وتربى على يد عمه فرانز آدم هولباخ (عاش خلال السنوات 1675 - 1753)، والذي أصبح مليونيرًا من خلال المضاربة في بورصة باريس. درسَ دي هولباخ بدعم مالي من عمه في جامعة لايدن خلال الفترة ما بين عام 1744 وعام 1748. وخلالها أصبح صديقًا لجون ويلكس. وتزوج فيما بعد من ابنة عمه (ابنة عمه من الدرجة الثانية) باسيلي (1728 – 1754) في 11 كانون الأول عام 1750. وُلد طفله في عام 1753 وسماه فرانسوا نيكولاس والذي غادر فرنسا قبل أن يموت والده. تنقّل فرانسوا عبر ألمانيا وهولندا وبريطانيا قبل وصوله إلى الولايات المتحدة. توفي كل من عم دي هولباخ ووالده في عام 1753 وحصلَ على ميراث هائل مثل قلعة هيزي.
بقي دي هولباخ غنيًا طيلة حياته. توفيت زوجته في عام 1754 على إثر مرض غير معروف. تنقل دي هولباخ وهو في حالة من الحزن الشديد إلى بعض المدن لفترة وجيزة مع صديقه بارون غريم وفي السنة التالية حصل على تشريع خاص من البابا ليتزوج شقيقة زوجته المتوفاة شارلوت (1733 - 1814). ورُزقا بطفل اسمه تشارلز (1757-1832) وابنتان هما سوزان (13 كانون الثاني 1759) ولويز (19 كانون الأول 1759) وتوفيت عام 1830.
كان بارون دي هولباخ يذهب خلال أشهر الصيف (عندما تكون باريس حارة ورطبة) إلى منزله الريفي في غراندفال. حيث كان يدعو أصدقاء للبقاء بضعة أيام أو أسابيع، وكان يدعو في كل عام صديقه دينيس ديدرو.
كان دي هولباخ معروفًا بكرمه، وغالبًا ما كان يقدّم الدعم المالي بسرية أو كشخص مجهول إلى أصدقائه ومن بينهم ديدرو.
توفي هولباخ في باريس بتاريخ 21 كانون الثاني عام 1789 قبل بضعة أشهر من اندلاع الثورة الفرنسية. لم تصبح مؤلفاته المتنوعة المعادية للدين معروفة على نطاق واسع حتى أوائل القرن التاسع عشر. ومن المفارقات أنه دُفن في كنيسة سان روش في باريس. لكن الموقع الدقيق للقبر غير معروف.

## صالون دي هولباخ الأدبي
استخدمَ باروني هولباخ ثروته من عام 1750 وحتى عام 1780 لرعاية واحدة من أكثر صالونات باريس شهرة وبذخ والتي سرعان ما أصبحت ملتقى هام للمساهمين في موسوعة إنسيكلوبيدي العلمية.
وعُقدت اجتماعات بشكل منتظم مرتين في الأسبوع (في أيام الأحد والخميس) في منزل دي هولباخ في شارع رويال. كان زوار الصالون من الذكور حصرًا واتسمت النقاشات بالثقافة العالية جدًا وغالبًا ما تطرقوا إلى مواضيع اشمل من تلك الموجودة في صالونات أخرى. كانت تجري النقاشات إلى جانب الطعام الفاخر والنبيذ باهظ الثمن وبوجود مكتبة تضم أكثر من 3000 مجلد، وقد جذب ذلك العديد من الزوار البارزين.
وكان من بين الحاضرين في الصالون بشكل دائم: ديدرو، غريم، كوندياك، كوندروسيه، دالمبير، مارمونتيل، تيرجو لا كوندامين، راينال، هلفتيوس، غالياني، مورليت، نيجون. وكان من بين الزوار غير الدائمين: جان جاك روسو. كما زار الصالون مثقفون بريطانيون بارزون من بينهم: آدم سميث، وديفيد هيوم، وجون ويلكس، وهوراس والبول، وإدوارد غيبون، ودايفيد جاريك، ولورانس ستيرن. ومن المثقفين الإيطاليين: سيزاري بيكاريا. ومن الولايات المتحدة: بنجامين فرانكلين.
في قصة يتم ذكرها مرارًا حول نقاش جرى في صالون دي هولباخ: كان ديفيد هيوم يتساءل عما إذا كان الملحدون موجودين بشكل فعلي، حيث أجابه دي هولباخ أن هيوم كان يجلس على طاولة تضم سبعة عشر ملحدًا.

## كتاباته

### مساهماته في موسوعة إنسيكلوبيدي العلمية
ألف وترجم دي هولباخ عدد كبير من المقالات حول موضوعات متنوعة من السياسة والدين إلى الكيمياء والمعادن. وقام بصفته ألمانيًا حاصلًا على الجنسية الفرنسية بترجمة العديد من الأعمال الألمانية المعاصرة التي تتحدث عن الفلسفة الطبيعية إلى اللغة الفرنسية. وساهمَ دي هولباخ بين عامي 1751 و 1765 بأربعمائة مقالة للموسوعة معظمها حول مواضيع علمية، بالإضافة إلى العمل كمحرر لعدة مجلدات حول الفلسفة الطبيعية. كتبَ دي هولباخ أيضًا العديد من الكتابات التي ذمَّت الأديان غير المسيحية ولكن كان المقصود من وراءها انتقاد الدين المسيحي نفسه.

### الأعمال الناقدة للأديان
على الرغم من مساهماته الواسعة في موسوعة إنسيكلوبيدي العلمية فإن دي هولباخ معروف اليوم بسبب كتاباته الفلسفية التي نُشرت جميعها بشكل مجهول أو تحت أسماء مستعارة وطُبعت خارج فرنسا، وكانت تُطبع عادة في أمستردام من قبل مارك ميشيل راي. كانت فلسفته مادية وإلحادية صريحة وتُصنف اليوم ضمن حركة فلسفية تدعى المادية الفرنسية. نشر كتاب (كشف النقاب عن المسيحية) في عام 1761 هاجم فيه الديانة المسيحية بشكل عام واعتبرها عائق أمام التقدم الأخلاقي للإنسانية. رفضَ فولتير الذي يؤمن بالمذهب الربوبي العمل وعبّر عن نفوره من فلسفة دي هولباخ حيث كتب أنَّ: «العمل يعارضُ مبادئي تمامًا. هذا الكتاب يدعو إلى فلسفة إلحادية بغيضة».

### كتاب نظام الطبيعة
نشرَ دي هولباخ كتابه الأكثر شهرة (نظام الطبيعة) في عام 1770 تحت اسم مستعار هو جان بابتيست دي ميرابو أمين الأكاديمية الفرنسية والذي توفي قبل ذلك بعشر سنوات. ومن خلال رفضه وجود إله ورفضه الاعتراف بالأدلة التي طرحت عليه في جميع النقاشات كان هولباخ يرى أن الكون لا شيء أكثر من كونه مادة في حالة حركة ومقيدة بقوانين طبيعية للسبب والتأثير. وكتب: «لا ضرورة للجوء إلى قوى خارقة للطبيعة لتفسير وجود الأشياء».
كتاب نظام الطبيعة هو عمل طويل وشامل يقدم رؤية طبيعية تمامًا للعالم. وقد أشارَ بعض تلامذة دي هولباخ إلى أن دينيس ديدرو كان صديقًا شخصيًا مقربًا من دي هولباخ، وأنه من غير الواضح إلى أي مدى تأثر هولباخ به. في الواقع يوجد احتمال أن يكون ديدرو قد ألّفَ أجزاء من كتاب نظام الطبيعة. وبغض النظر عن مدى مساهمة ديدرو في الكتاب، فقد تم تسمية فلسفة دي هولباخ بسبب هذا العمل بـ: «ذروة الفلسفة المادية والإلحادية الفرنسية».
كانت أهداف دي هولباخ من تحدي الدين أخلاقية في المقام الأول، وقد رأى أن المؤسسات المسيحية عقبة رئيسية أمام تحسين المجتمع. بحسب رأيه كان لا بد من البحث عن الأسس الأخلاقية في السعادة وليس في الكتاب المقدس حيث قال: «سيكون الإصرار على تمتع الإنسان بالفضيلة عديم الفائدة وغير عادلًا إذا كان لا يستطيع أن يتمتع بها إلا في حالة كونه حزينًا. فإذا كانت الرزيلة تجعله سعيدًا فسوف يحب الرزيلة». تفترض فلسفة دي هولباخ الدينية المتطرفة أن البشر كانوا مدفوعين أساسًا بالسعي وراء المصلحة الذاتية المستنيرة (وذلك ما كان يعنيه عندما يذكر كلمة المجتمع) بدلُا من الإشباع الأناني غير الهادف للاحتياجات الفردية الخاصة.

### السياسة والأخلاق
انتقل اهتمام دي هولباخ في أعماله الأخيرة بعيدًا عن الميتافيزيقا الدينية واهتمَ بالمواضيع الأخلاقية والسياسية. حاول دي هولباخ في كتب النظام الاجتماعي عام (1773) والسياسة الطبيعية خلال عامي (1773 - 1774) والأخلاق العالمية عام (1776) أن يصفَ نظامًا اخلاقيًا بديلًا عن النظام المسيحي الذي هاجمه بشراسة، لكن كتاباته الأخيرة لم تحظى بشعبية أو تأثير مثل كتاباته السابقة. انتقدَ دي هولباخ بشدة إساءة استخدام السلطة داخل فرنسا وخارجها. وعلى عكس الروح الثورية التي كانت سائدة في ذلك الوقت دعا دي هولباخ إلى قيام الطبقات المثقفة بإصلاح نظام الحكم الفاسد وحذّر من الثورة والديمقراطية وحكم الدهماء (حكم عامّة الشعب).
تأثرت وجهات نظره السياسية والأخلاقية بالفيلسوف المادي البريطاني توماس هوبز. كان دي هولباخ قد ترجمَ شخصيًا كتاب هوبز (عن الرجل - De Homine) إلى اللغة الفرنسية.

### وجهات النظر الاقتصادية
وضّحَ دي هولباخ وجهات نظره الاقتصادية من خلال كتبه. ودافع (بنفس نهج جون لوك) عن الملكية الخاصة، وذكرَ أن الثروة تُنتَج من العمل ويجب أن يتمتع الجميع بحق بناء عملهم الخاص.
اعتقدَ دي هولباخ أيضا أنه يجب على الدولة أن تحول دون تركيز الثروة بيد عددٍ قليلٍ من الأفراد. ولقد رأى أنه يجب إلغاء الارستقراطية الوراثية لأنها تؤدي إلى الكسل وعدم الكفاءة. وانتقدَ سياسة الحكومة الفرنسية السائدة آنذاك والتي كانت تسمحُ لأفراد محددين (جامعي الضرائب) بتحصيل الضرائب لأنهم غالبًا ما يبتزون الناس ويأخذون ضعف الأموال التي يُفترض بهم جمعها من المواطنين. كما أنه يعتقد أن الجماعات الدينية يجب أن تكون منظمات تطوعية بدون أي دعم حكومي.

## موته
يُعتقد أن دي هولباخ قد مات قبيل الثورة الفرنسية بوقت قصير. دُفن في 21 كانون الثاني عام 1789 في كنيسة سان روش في باريس.

## دي هولباخ ومعاصروه

### دي هولباخ وديدرو
ليس من الواضح متى اجتمعَ دي هولباخ وديدرو لأول مرة ولكن بحلول عام 1752 كانا بالتأكيد يعرفان بعضهما البعض. وكان ذلك هو العام الذي نُشر فيه المجلد الثاني من موسوعة إنسيكلوبيدي العلمية، والذي ساهم دي هولباخ بأجزاء منه. اتفقَ كلاهما بشكل جوهري على الأسئلة المتعلقة بالدين والفلسفة. كما أنهم تشاركوا نفس الاهتمامات مثل الاستمتاع بالطعام والمشروبات الفارهة والاستمتاع بالمشي في الريف وجمع نسخ الكتب المتقنة واللوحات الجميلة.

### دي هولباخ وروسو
حضرَ جان جاك روسو أحد حفلات العشاء التي كان يقيمها دي هولباخ. وقد توقف روسو عن الحضور في الصالون لبعض الوقت بعد حادثة وقعت في شباط عام 1754. رتبَ ديدرو لقاء مع آبي بيتيت لقراءة قصة من تأليف آبي في صالون دي هولباخ، وعندما قدم آبي قصته كان قد قرء قبلها أطروحته عن التأليف المسرحي والتي وجدها الحضور في دار هولباخ سخيفة جدًا. كان الحضور: ديدرو، مارمونتيل، غريم، سان لامبرت، وآخرون.
عندما علم روسو أن زوجة دي هولباخ قد ماتت في وقت لاحق من عام 1754 كتبَ رسالة تعزية مليئة بالعواطف إلى دي هولباخ، وعادت أواصر الصداقة بين الرجلين. واستأنفَ روسو ذهابه إلى صالون دي هولباخ لمدة ثلاث سنوات أخرى.
رتب دي هولباخ في وقت لاحق مع غريم وديدرو دفعة سنوية من 400 جنيه فرنسي لزوجة روسو القانونية تيريز ليفاسور ووالدتها، وجعلهم يتعهدون بعدم الكشف عن ذلك أمام روسو خوفًا من جرح مشاعره وكبريائه. عندما اكتشف روسو هذا الأمر في النهاية كان غاضبًا من أصدقائه بسبب إهانتهم له.

### قيمة دي هولباخ وتأثيره
كان دي هولباخ وفقا لـ مارمونتيل: «قد قرأ كل شيء ولم ينسَ أي شيء مثيرًا للاهتمام». وكتب جان جاك روسو أن دي هولباخ يستطيعُ الحفاظ على نفسه بين العلماء لأنه كان ذو علم وثقافة. أيد ديدرو بقوة كتاب دي هولباخ (نظام الطبيعة).
أثرت فلسفة دي هولباخ في كل من مارا ودانتون، وكامي ديمولان. وبحسب فاجيه: «يعتبر دي هولباخ (أكثر من فولتير ومن ديدرو) والد كل الفلسفة وكل النقاشات المعادية للدين في نهاية القرن الثامن عشر والنصف الأول من القرن التاسع عشر».
تم تعميم كتاب دي هولباخ خلال فترة حكومة المديرين الفرنسية (1795 – 1799) على جميع رؤساء الإدارات في محاولة لكبح جماح حركة الإحياء الديني. أثرّت وجهات نظر دي هولباخ على بريستلي وغودوين وشيلي في بريطانيا. وأثرّت وجهات نظر هولباخ على إيمانويل كانت في ألمانيا. يُعتقد أن وجهات نظر دي هولباخ أثرت أيضًا على الفلسفة المادية التاريخية لكارل ماركس.

## وصلات خارجية
- بارون دي هولباخ على موقع الموسوعة البريطانية (الإنجليزية)
- مؤلفات بارون دي هولباخ في مشروع غوتنبرغ
- أعمال أو نبذة عن بارون دي هولباخ على أرشيف الإنترنت
- أعمال بارون دي هولباخ في ليبري فوكس